# Astillero Naval de Filadelfia

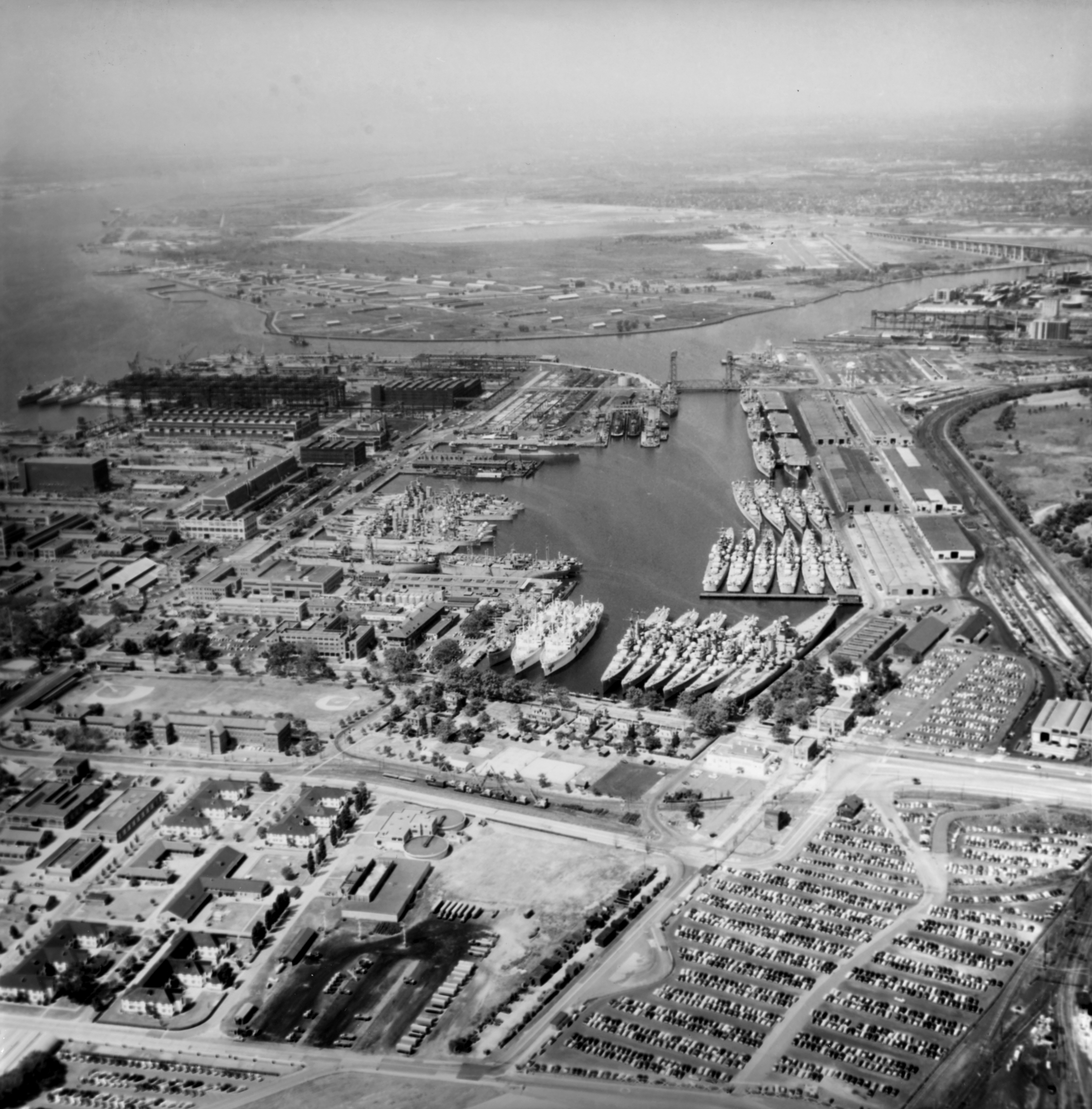
Astillero Naval de Filadelfia en 1955.

El Astillero Naval de Filadelfia (en inglés: "Philadelphia Naval Shipyard") fue el primer astillero naval de los Estados Unidos. La Armada de los Estados Unidos redujo sus actividades en los años 1990, y finalizó muchas de ellas el 30 de septiembre de 1995. Poco después, parte oeste de este sitio se convirtió en un astillero comercial, comúnmente llamado Aker Philadelphia Shipyard (en español: "Astillero de Filadelfia Aker"). Para el 2008, las actividades navales que se realizaba era las de Estación Central de Ingeniería en Sistemas de Barcos de Guerra y la de Mantenimiento de Barcos Inactivos, en la cual se decomisaba y se despolillaba buques de guerra y auxiliares.